# Хайс, Джоди
Джоди Браунлоу Хайс (англ. Jody Brownlow Hice; род. 22 апреля 1960, Атланта) — американский политик, представляющий Республиканскую партию. Член Палаты представителей США от штата Джорджия (2015—2023).

## Биография
Окончил университет Эсбери со степенью бакалавра искусств (1982). В 1986 году получил степень магистра богословия в Юго-западной баптистской духовной семинарии, в 1988 году — доктора богослужения (англ. Doctor of Ministry) в семинарии Лютера Райса.
До апреля 2010 года Хайс был старшим пастором Бетлехемской первой баптистской церкви в Бетлехеме. Помимо этого, он был первым вице-президентом Баптистской конвенции Джорджии (2004—2005) и профессором проповедничества в семинарии Лютера Райса в Атланте.
В 2010 году боролся за выдвижение в Палату представителей США от Республиканской партии в 7-м округе Джорджии, но проиграл во втором туре внутрипартийных выборов бывшему помощнику конгрессмена Робу Вудалу.
В 2013 году конгрессмен от 10-го окргуга Джорджии Пол Броун объявил об участии в предстоящих выборах в Сенат. На этот раз Хайс выдвигался от этого округа и стал кандидатом от республиканцев, одолев владельца автотранспортной компании Майка Коллинза во втором туре. На основных выборах он был избран в Конгресс, получив 66,52 % голосов избирателей.
22 марта 2021 года Хайс объявил о выдвижении на пост секретаря Джорджии против инкумбента-республиканца Брэда Раффенспергера на предстоящих в 2022 году выборах. Раффенспергер признал победу Джо Байдена в Джорджии на президентских выборах 2020 года, несмотря на ложные заявления о фальсификациях со стороны Дональда Трампа и его сторонников, включая Хайса. Хайс получил поддержку Трампа, однако 24 мая 2022 года потерпел поражение от Раффенспергера, который сумел получить абсолютное большинство голосов и победил в первом туре праймериз.
Являлся членом крайне консервативного Кокуса свободы в Палате представителей.